# القرون الوسطى II: الحرب الشاملة
القرون الوسطى II: الحرب الشاملة (بالإنجليزية: Medieval II: Total War)، هي التكملة غير المباشرة للعبة القرون الوسطى: الحرب الشاملة الصادرة عام 2002 ورابع لعبة في سلسلة الحرب الشاملة التي صممتها شركة ذا كريتيف أسمبلي في أستوديوهاتها الأسترالية، تعمل اللعبة بنظام استراتيجية تناوب الأدوار ونظام تكتيكات الوقت الحقيقي في المعارك الموجهة.
تاريخ اللعبة بين 1080م و1530م، مثل الجزء الأصلي منها؛ تتناول اللعبة حروب العصور الوسطى والديانات والسياسات في أوروبا وشمال أفريقيا والشرق الأوسط، والإطار الزمني يمتد إلى عصر اكتشاف العالم الجديد، وتحاكي اكتشاف وغزو الأمريكتين.